# Crușeț
Crușeț est une commune roumaine située dans le județ de Gorj.